# Perdita plucheae
Perdita plucheae är en biart som beskrevs av Timberlake 1960. Perdita plucheae ingår i släktet Perdita och familjen grävbin. Inga underarter finns listade i Catalogue of Life.